# Robin Østrøm
Robin Østrøm, né le 9 août 2002 à Copenhague au Danemark, est un footballeur norvégien qui évolue au poste d'arrière droit au Silkeborg IF.

## Biographie

### En club
Né à Copenhague au Danemark, Robin Østrøm est formé par le B 93 Copenhague. Il joue son premier match en professionnel avec ce club, le 6 août 2019, à l'occasion d'une rencontre de coupe du Danemark face au Boldklubben Union (en). Il est titularisé en défense centrale et son équipe s'incline par un but à zéro.
Le 31 janvier 2020, Robin Østrøm rejoint l'Odense BK, pour un contrat courant jusqu'en juin 2022. Il joue son premier match sous ses nouvelles couleurs le 7 juin 2020, faisant par la même occasion sa première apparition dans la Superligaen, l'élite du football danois, face au Esbjerg fB. Il entre en jeu et son équipe l'emporte par trois buts à un.
Le 23 août 2022, Robin Østrøm s'engage en faveur du Silkeborg IF. Il signe un contrat courant jusqu'en juin 2026,.
Robin Østrøm entre en jeu lors de la finale de la Coupe du Danemark le 9 mai 2024 où son équipe affronte l'AGF Aarhus. Le Silkeborg IF s'impose sur le score de un but à zéro et il remporte ainsi son premier trophée,.

### En sélection
Robin Østrøm commence à jouer pour le Danemark en sélection, faisant une seule apparition avec l'équipe des moins de 19 ans, le 8 octobre 2020 contre la Pologne où il est titularisé (victoire 1-3 des jeunes Danois).
Robin Østrøm joue son premier match avec l'équipe de Norvège espoirs le 3 septembre 2021 contre l'Autriche. Il est titularisé au poste d'arrière gauche, puis remplacé en fin de match par Ole Martin Kolskogen, lors de cette rencontre remportée par son équipe par trois buts à un.

## Palmarès
Silkeborg IF
- Coupe du Danemark (1) :
  - Vainqueur : 2023-2024.